# Dirck Volkertsz. Coornhert

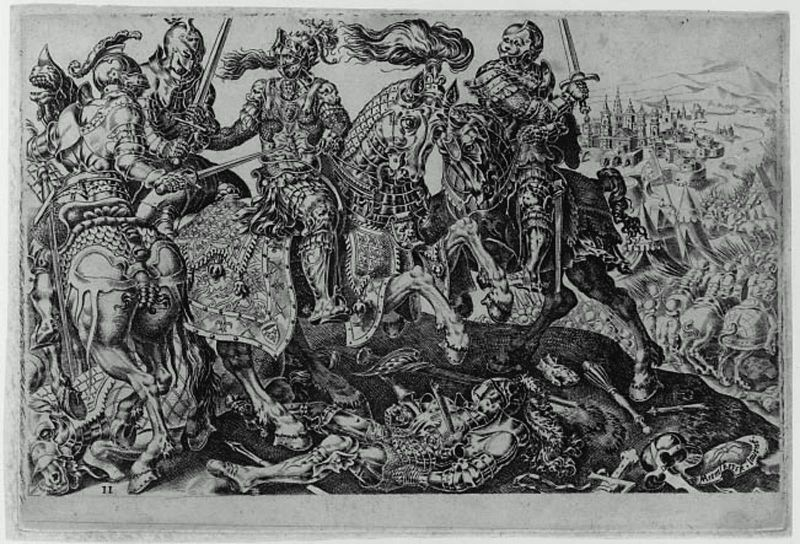
Karel V verovert Tunis, uit een serie afbeeldingen, ontworpen door Heemskerck en door Coornhert gegraveerd. De serie werd in Karel van Manders Schilder-boeck genoemd.

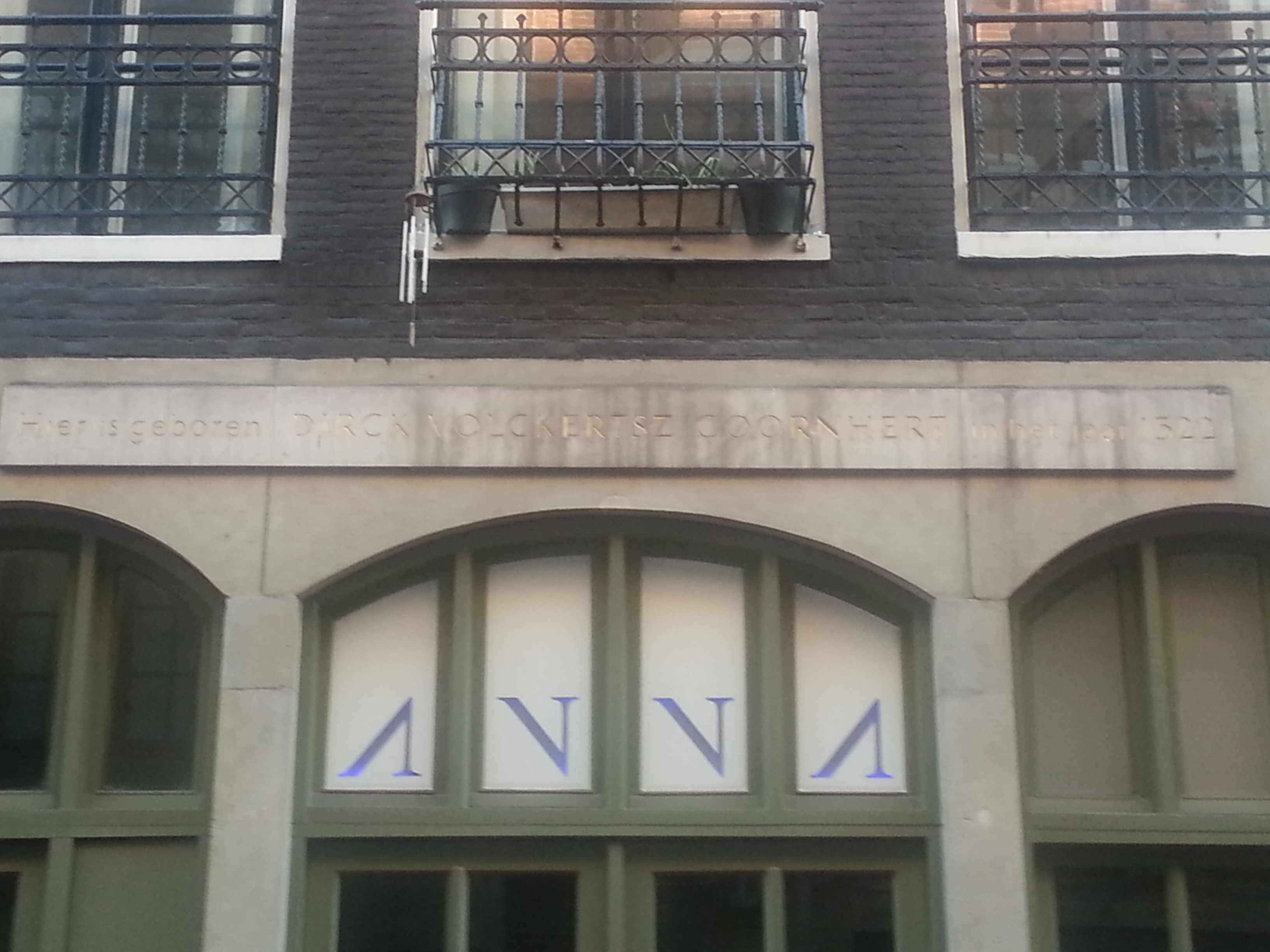
Gevelinscriptie ter herdenking van Coornherts geboorteplek in Amsterdam (gevel van Warmoesstraat 111)

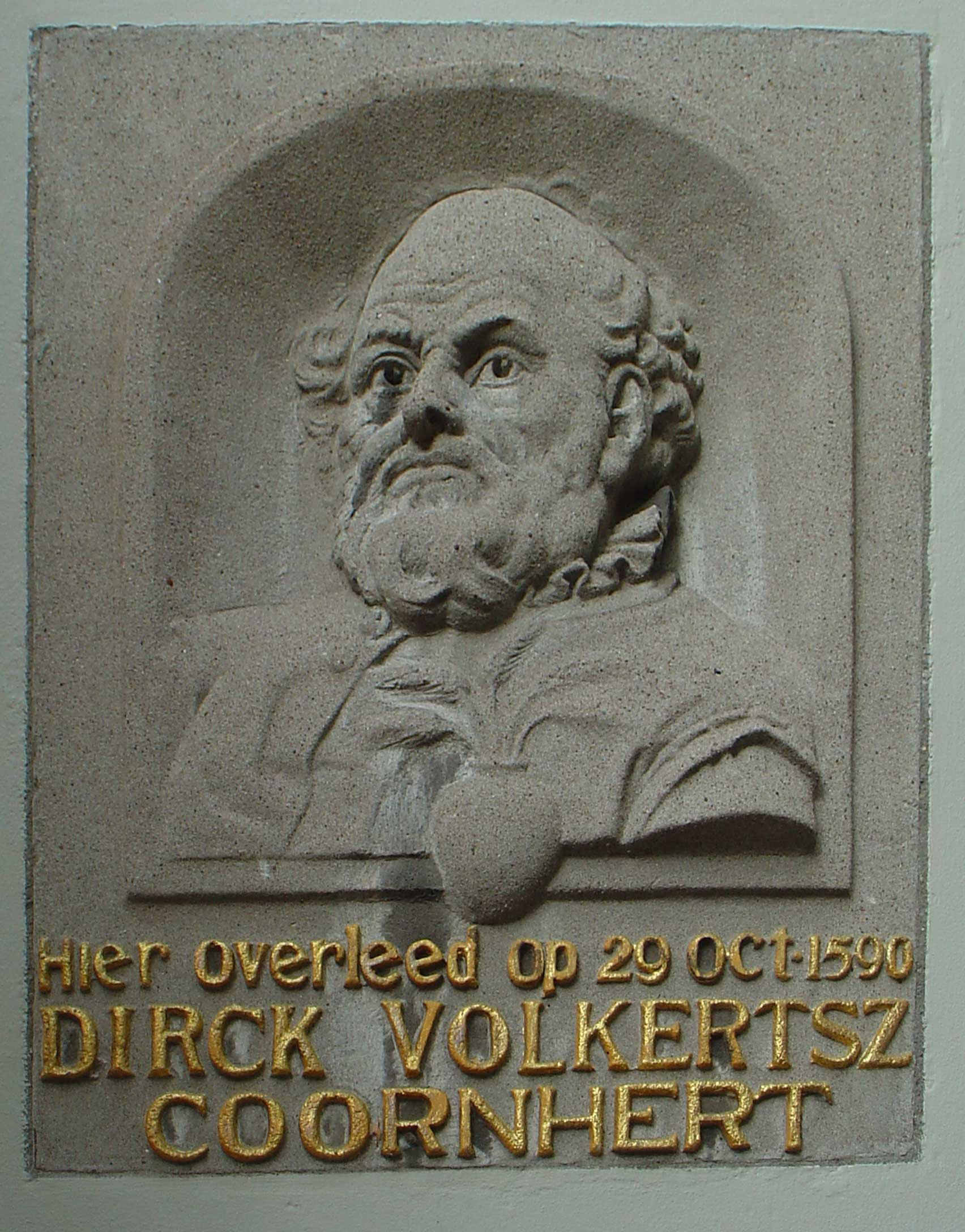
Gevelsteen in het vermoedelijke sterfhuis van Coornhert (Oosthaven 17 Gouda)

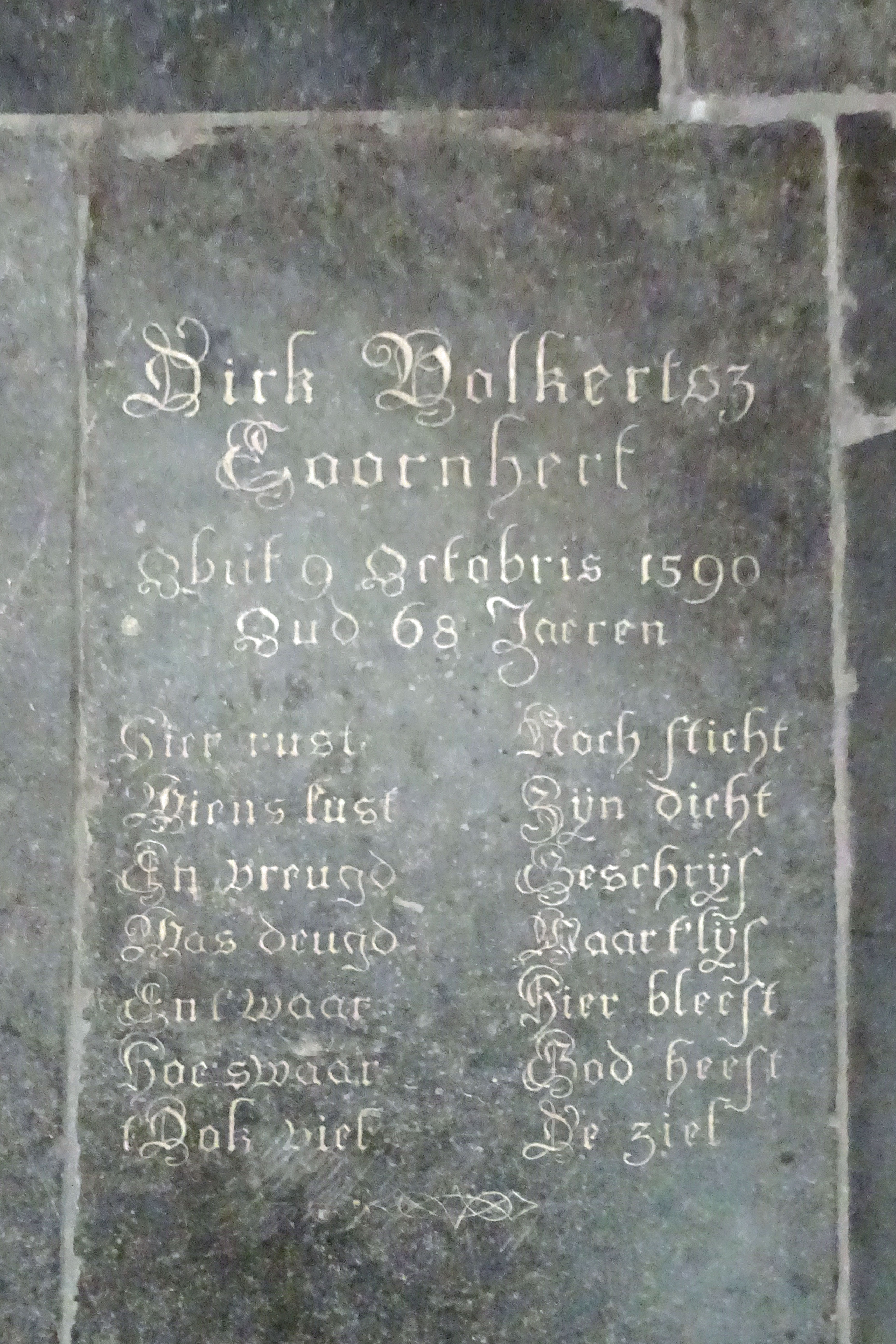
Grafzerk van Dirck Volkertsz. Coornhert in de Sint-Janskerk te Gouda: Hier rust - Wiens lust - En vreugd - Was deugd - En t waar - Hoe swaar - t Ook viel - Noch sticht - Zijn dicht - Geschrijf - Waar t lijf - Hier bleeft - God heeft - De ziel

Dirck Volkertsz. Coornhert (Amsterdam, 1522 - Gouda, waarschijnlijk 29 oktober 1590) was een veelzijdige Nederlandse kunstenaar, geleerde, theoloog, musicus en publicist van vele geschriften.

## Levensbeschrijving
Dirck Volkertsz. Coornhert werd geboren in Amsterdam. Zijn vader was een welvarend lakenkoopman en zijn moeder, Truy Clementsdochter, kwam uit een zeer vermogende familie. Hij maakte een reis in 1538 door Spanje en Frankrijk. Zijn ouders waren het niet eens met zijn keuze van huwelijkspartner en onterfden hem daarom in 1539. Hij huwde Cornelia (Neeltje) Simonsdochter, die twaalf jaar ouder was dan hij en ging met haar in Haarlem wonen in de St. Jansstraat. Zij was de zuster van Anna Simonsdochter, de maîtresse van Reinoud III, heer van Brederode, de vader van Hendrik van Brederode, die in het begin van de Opstand een grote rol speelde. Vanaf 1541 was Dirck Coornhert twee jaar lang hofmeester (major domo) in Reinouds kasteel in Vianen. Van 1543 tot 1567 woonde hij weer met zijn vrouw in Haarlem en voorzag vele jaren in zijn levensonderhoud als etser en graveur. Hij werkte als graveur samen met Maarten van Heemskerck. Hij maakte zeer verdienstelijke prenten en de beroemde Hendrick Goltzius werd later zijn leerling. Hij bekwaamde zich ook als jurist. Bovendien kon hij schermen, fluit- en luit spelen, en dichten (hij wordt ook wel genoemd als dichter van het Wilhelmus). Hij was een toneelschrijver en leerde vanaf 1557 Latijn zodat hij de kerkvaders in die taal kon lezen. Coornhert schreef Nederlandse vertalingen van het werk van Cicero, Seneca en Boethius en vertaalde in 1562 de eerste twaalf boeken van Homerus' Odyssee (oorspronkelijk in het Grieks) uit het Latijn.
Hij werd notaris en in 1562 tot stadssecretaris benoemd van het College van Burgemeesters van Haarlem. In die functie leerde hij Prins Willem van Oranje kennen, die de opstand tegen Filips II leidde. Dit maakte hem tot een verdacht man. Na de Beeldenstorm vluchtte hij in mei 1567 tijdelijk naar Keulen. Na zijn terugkeer eind juli werd hij zestien september gearresteerd, voor de Raad van Beroerte gedaagd en enige weken in de Gevangenpoort in Den Haag opgesloten. In 1568 vluchtte hij opnieuw via Kleef en Keulen naar Xanten in het tolerante Hertogdom Gulik. In september 1568 werd hij tot verbanning veroordeeld en al zijn bezittingen werden verbeurd verklaard. In de Duitse landen had hij contact met andere politieke vluchtelingen, met Aggaeus van Albada, en ook met de Prins van Oranje. In 1570 werd er onder de vooraanstaande ballingen geld ingezameld voor militaire invasieplannen. In dienst van de Prins, als secretaris van de Hollandse Statenvergadering, was hij korte tijd terug in Holland. Hij onderzocht het wangedrag van de geuzenleiders Sonoy en Lumey. Hij bekleedde slechts drie maanden de functie van secretaris en was terug in Xanten toen het beleg van Haarlem in 1573 droevig afliep. Na de Pacificatie van Gent in 1576 kon Coornhert zijn ambt van notaris in Haarlem hervatten en in 1580 kreeg hij van het Haarlemse stadsbestuur een schadevergoeding voor de tijdens de vervolgingen geleden verliezen. In 1584 overleed zijn vrouw en werd de Prins van Oranje vermoord. Toen ook de oud-burgemeester van Haarlem, Nicolaes van der Laan, die hem bescherming had geboden, overleed, vertrok hij uit Haarlem om een veiliger heenkomen te zoeken. Coornhert probeerde zich te vestigen in Leiden en Delft, maar in 1585 was hij in Emden, waar hij zijn Zedekunst voltooide en in 1588 verhuisde hij naar Gouda. Daar, in Gouda, publiceerde hij in 1589 Van de Predestinatie, Verkiezinge en verwerpinghe Godes ontwarringe tegen de calvinistische predestinatieleer. In zijn sterfjaar was Coornhert nog verwikkeld in een felle polemiek met de Leidse hoogleraar Justus Lipsius, die in zijn Politica (1589) uiteenzette, dat de overheid het recht zou hebben om, ter wille van de geloofseenheid binnen de staat, andersgelovigen te vervolgen.
Zijn vele geschriften op het terrein van theologie, moraal, strafstelsel en staatsinrichting zijn in het Nederlands in plaats van in het gangbare Latijn gesteld. Hij heeft op die wijze veel bijgedragen aan de verrijking en verbetering van de Nederlandse taal. Hij werd daardoor echter internationaal minder bekend dan bijvoorbeeld Erasmus met wie hij kan wedijveren in belang.
Dirck Volkertsz. Coornhert kan worden gezien als een (religieus) humanist, belangrijk, zij het wat ondergewaardeerde, veelzijdige, verlichte en verdraagzame renaissance-denker en publicist op vele terreinen. Hij kon de enorme hoeveelheid belangwekkende publicaties (boeken, pamfletten, andere geschreven werken, correspondenties), alles op basis van gedegen studies, aan door stipt van 's morgens vier uur tot 's avonds tien uur te werken. Slapen vond hij slechts een noodzakelijk kwaad.
Hij was van huis uit katholiek maar ageerde fel tegen praktijken van kettervervolgingen. Hij is enkele keren op de vlucht geweest wegens zijn anti-rooms-katholieke gezindheid. Hij noemde zichzelf universeel-katholiek. Hij werd verbannen door zowel calvinistische stadsbestuurders als predikanten. Op het eind van zijn leven is hij van Delft naar Gouda gevlucht. In Gouda was in die tijd een liberalere overheid, met als gevolg drukkersvrijheid en een zeer vrijzinnige prediking vanaf de kansel van de St.-Janskerk. De Goudse boekdrukker Jasper Tournay was mogelijk de aanleiding voor zijn keuze voor Gouda. Deze had namelijk al een paar van zijn werken voor hem gedrukt. Tijdens zijn verblijf in Gouda zou deze drukker mogelijk al zijn boeken voor hem hebben gedrukt en uitgegeven.
 Coornhert had invloed op Willem van Oranje met wie hij een goed contact onderhield inzake gedachten over religieuze verdraagzaamheid en godsdienstvrijheid.
Dirck Volkertsz. Coornhert overleed in Gouda op 29 oktober 1590. Op de zijgevel van het stadhuis van Gouda hangt een plaquette te zijner nagedachtenis. Coornhert werd begraven in de Grote of Sint-Janskerk te Gouda. Op zijn grafzerk staat als overlijdensdatum 9 oktober 1590 vermeld. De meeste bronnen gaan echter uit van 29 oktober 1590 als datum van overlijden. Het is niet de originele grafsteen, maar een later gemaakte kopie. De grafsteen kreeg een plek in de kerk.

Op 28 oktober 2022 (500 jaar na zijn geboortejaar en op de vooravond van zijn vermoede sterfdag) werd een gedenksteen ter ere van Coornhert onthuld in de Nieuwe Kerk in Amsterdam, met daarop een citaat van hem: "Wie nimmer twijfelt zal niets leren"..

## Coornhert-Liga
In 1971 werd de naar hem genoemde Coornhert-Liga opgericht. Deze vereniging streefde "naar een decriminalisering van het recht".

#### Andere vernoemingen
- In Gouda is een gymnasium naar hem vernoemd: het Coornhert Gymnasium.
- In Haarlem is de, rond 1948 opgerichte, scholengemeenschap het Coornhert Lyceum naar hem vernoemd.
- In Den Haag is een centrum voor wonen, zorg en welzijn naar hem vernoemd: CoornhertCentrum.
- In Heerenveen is een verzorgings/verpleeghuis vernoemd naar hem en bestaat sinds 1973: Coornhert State.
- In meerdere plaatsen in Nederland zijn straten naar hem vernoemd.

## Korte bibliografie
- 1550 - Comedie. Vande rijckeman. Over langhe jaren in rijme gestelt[a]
- 1557 - Die vertroestinghe der wyssheyt, tot troest van den bedroeffden raedt vanden onverstandigen und int gemeen tot alder menschen salicheit[b]
- 1561 - Deerste twaelf boecken Odysseæ, dat is de dolinghe van Vlysse[c]
- 1561 - Vertaling van Officia Ciceronis, leerende wat yeghelijck in allen staten behoort te doen, bescreuen int Latijn[d]
- 1567 - Comedie, van Lief en Leedt[e]
- 1572 - Van de toelatinghe ende decrete Godes bedenckinghe, of de heylighe Schrift ooc in hout sulcx als meesters Johan Calvijn ende Theodore Besa daer van leeren[f]
- 1575 - Lied-boeck, nu verbetert en verryckt[g]
- 1584 - Vande vreemde sonde, schulde, straffe, na sporinghe. Waer inne naecktelijck werdt ontdeckt de rechte grondt ende oorsake vande schadelijcke dolinghen gheslopen inde leeringhen vande vrije wille, predestinatie ende justificatie ...[h]
- 1585 Zedekunst dat is Wel-levenskunste, vermids waerheydskennisse vanden mensche, vande zonden, ende vande deughden[i]
- 1587 - Boeventucht ofte middelen tot mindering der schadelijke ledighgangers
- 1589 - Vande predestinatie, verkiezinghe ende verwerpinghe Godes. Ontwarringhe. Nu nut ende nodigh; om de valsche ende argherlijcke leringhe die in dezen gheleert werdt by leraars dezer tyden: streckende tot wanhoop van vele ghoedthertighen, ende valsche vryheydt veler verwaande menschen: elck een tot waarschouwinghe gheschreven[j]
- 1590 - Proces vant ketterdoden ende dwang der conscientien[k]